# Аполлоний Дискол
Аполло́ний Ди́скол (греч. Ἀπολλώνιος ὁ Δύσκολος) — александрийский грамматик II в. н. э.
Дискол считается одним из самых великих греческих грамматиков. Он был первым, кто написал работу о синтаксисе, которая дополнила «Τέχνη γραμματική» Дионисия Фракийского. Кроме того, Аполлоний Дискол исследует инфинитив и личные местоимения.
Аполлоний Дискол, сын Мнезифея, родился и всю жизнь провёл в Александрии; его сын, выдающийся грамматик Элий Геродиан, родился в 185 г. н. э. Больше ничего о жизни Аполлония не известно. За трудный характер он получил прозвище «Дискол» (ὁ δύσκολος), которое означало «угрюмый, сердитый, брюзгливый». Среди двадцати книг Аполлония, которые упомянуты в Суде, только четыре сохранились: о синтаксисе, наречиях, союзах и местоимениях. Аполлоний Дискол оказал большое влияние на следующие поколения грамматиков, в том числе и на своего сына — Элия Геродиана.

### Текст
- Grammatici Graeci, i. в Тойбнеровской серии

### Исследования
- Émile Egger, Apollonius Dyscole (1854)
- Добиаш А. В. Синтаксис Аполлония Дискола. Киев, 1882. 184 стр.
- Поликарпов Е. А. Из учения Аполлония Дискола о грамматических лицах // Philologia classica. Вып. 7. Tradita non explorata. СПб., 2007. С. 96—109.